# Riječko-istarska nogometna zona – Riječka skupina 1963./64.
Riječka skupina (također navedena i kao Podsavezna liga Rijeka, Prvenstvo Riječkog nogometnog podsaveza) je bila jedna od dvije skupine "Riječko-istarske nogometne zone"  u sezoni 1963./64., koja je bila jedna od zona Prvenstva Hrvatske, te ujedno liga trećeg stupnja nogometnog prvenstva Jugoslavije. 
 
Sudjelovalo je ukupno 11 klubova, a prvak je bio "Orijent" iz Rijeke, koji je kasnije postao i prvak zone.

## Ljestvica
| mj. | klub                    | ut.                           | pob.                          | ner.                          | por.                          | gol+                          | gol-                          | GR                            | bod                           |
| --- | ----------------------- | ----------------------------- | ----------------------------- | ----------------------------- | ----------------------------- | ----------------------------- | ----------------------------- | ----------------------------- | ----------------------------- |
| 1.  | Orijent Rijeka          | 18                            | 14                            | 1                             | 3                             | 68                            | 25                            | +43                           | 29                            |
| 2.  | Goranin Delnice         | 18                            | 13                            | 0                             | 5                             | 51                            | 25                            | +26                           | 26                            |
| 3.  | Lokomotiva Rijeka       | 18                            | 11                            | 1                             | 6                             | 56                            | 25                            | +31                           | 23                            |
| 4.  | Vinodol Novi Vinodolski | 18                            | 9                             | 2                             | 7                             | 53                            | 33                            | +20                           | 20                            |
| 5.  | Nehaj Senj              | 18                            | 9                             | 2                             | 7                             | 48                            | 38                            | +10                           | 20                            |
| 6.  | Naprijed Hreljin        | 18                            | 10                            | 0                             | 8                             | 34                            | 29                            | +5                            | 20                            |
| 7.  | Grobničan Čavle         | 18                            | 7                             | 2                             | 9                             | 39                            | 46                            | -7                            | 16                            |
| 8.  | Mladost Kraljevica      | 18                            | 6                             | 1                             | 11                            | 38                            | 53                            | -15                           | 13                            |
| 9.  | Opatija                 | 18                            | 4                             | 1                             | 13                            | 26                            | 58                            | -32                           | 9                             |
| 10. | Klana                   | 18                            | 1                             | 2                             | 15                            | 22                            | 103                           | -81                           | 4                             |
|     | Rijeka II               | natjecali se van konkurencije | natjecali se van konkurencije | natjecali se van konkurencije | natjecali se van konkurencije | natjecali se van konkurencije | natjecali se van konkurencije | natjecali se van konkurencije | natjecali se van konkurencije |

- Novi članovi u sezoni 1964./65.: 
  - Crikvenica
  - Risnjak Lokve

## Rezultatska križaljka
| kratica | klub                    | GOR | GRO | KLA | LOK | MLA | NAP | NEH | OPA | ORI | VIN | RIJ |
| --- | ----------------------- | --- | --- | --- | --- | --- | --- | --- | --- | --- | --- | --- |
| GOR | Goranin Delnice         |     |     |     |     |     |     |     | 4:0 | 0:1 |     | 2:2 |
| GRO | Grobničan Čavle         |     |     |     |     |     |     |     | 1:2 | 2:3 |     |     |
| KLA | Klana                   |     |     |     |     | 4:3 | 0:2 |     | 2:3 | 0:8 |     | 2:1 |
| LOK | Lokomotiva Rijeka       |     | 5:2 | 8:0 |     |     | 0:2 |     | 6:1 | 3:1 |     |     |
| MLA | Mladost Kraljevica      |     | 2:3 | 6:0 |     |     |     | 3:1 | 3:0 | 1:5 |     |     |
| NAP | Naprijed Hreljin        |     |     |     | 2:1 |     |     |     | 2:1 | 0:6 |     |     |
| NEH | Nehaj Senj              | 3:1 |     |     |     |     |     |     | 4:0 | 4:1 | 3:0 |     |
| OPA | Opatija                 | 0:3 | 2:4 | 2:2 | 1:3 | 3:2 | 0:2 | 2:4 |     | 1:3 | 3:1 | 0:7 |
| ORI | Orijent Rijeka          | 2:0 |     | 5:1 | 1:2 | 8:0 | 4:2 | 6:0 | 7:2 |     | 5:1 |     |
| VIN | Vinodol Novi Vinodolski |     |     |     | 4:1 |     | 1:2 | 2:2 | 4:0 | 2:3 |     |     |
| RIJ | Rijeka II               |     |     |     |     |     |     |     |     |     |     |     |
| |                         |     |     |     |     |     |     |     |     |     |     |     |
| podebljan rezultat - utakmice od 1. do 11. kola (1. utakmica između klubova) rezultat normalne debljine - utakmice od 12. do 22. kola (2. utakmica između klubova) rezultat nakošen - nije vidljiv redoslijed odigravanja međusobnih utakmica iz dostupnih izvora rezultat smanjen * - iz dostupnih izvora nije uočljiv domaćin susreta prekrižen rezultat - poništena ili brisana utakmica p - utakmica prekinuta 3:0 p.f. / 0:3 p.f. - rezultat 3:0 bez borbe |                         |     |     |     |     |     |     |     |     |     |     |     |

 Izvori:

## Završnica za prvaka zone
Igrano 24. i 31. svibnja 1964.:
Rudar (Labin) – Orijent (Rijeka) 3:3 i 0:1

## Kvalifikacije za 2. liga 1964./65.
| Orijent – Split | 0:1, 0:3 |